# Dirceu Vegini
Dirceu Vegini (ur. 14 kwietnia 1952 w Massaranduba, zm. 29 września 2018 w Foz do Iguaçu) – brazylijski duchowny katolicki, biskup diecezji Foz do Iguaçu w latach 2010–2018.

## Życiorys
Święcenia kapłańskie przyjął 21 stycznia 1984 i został inkardynowany do diecezji Apucarana. Pracował przede wszystkim jako duszpasterz parafialny, był także m.in. koordynatorem w dekanacie Nord.
15 marca 2006 papież Benedykt XVI mianował go biskupem pomocniczym archidiecezji Kurytyba oraz biskupem tytularnym Putia in Byzacena. Sakry udzielił mu 2 czerwca 2006 emerytowany biskup Apucarany – Domingos Gabriel Wisniewski.
20 października 2010 papież Benedykt XVI mianował go biskupem diecezji Foz do Iguaçu.
Zmarł 29 września 2018 w wyniku komplikacji po operacji usunięcia guza.   